# 1089
1089 је била проста година.

## Догађаји
- Википедија:Непознат датум — Владавина арапске династије Абадида у Севиљи у данашњој Шпанији (од 1023. до 1091).

- 20. април  – Димитрије Звонимир, словенски краљ, умире након 12-годишње владавине, а наследио га је Стефан II. Звонимирова удовица, Јелена Угарска, краљица Хрватске, кује заверу да круну наследи њен брат, краљ Ладислав I Угарски.
- 24. јун – Реконкиста: Гастон IV, виконт од Беарна (уз подршку француских крсташа) поново осваја арагонски град Монзон од емира Ал-Мустеина II од Таифе од Сарагосе.
- 18. август – Хајнрих IV, цар Светог римског царства, жени се Еупраксијом Кијевском (ћерком великог кнеза Всеволода I) у Келну. Крунисана је и добија име Аделаида (или Аделхајда).
- Грузијски краљ Георгије II абдицира са престола у корист свог 16-годишњег сина Давида IV („Градитеља“) који постаје владар Грузије (до 1125).
- 11. август – У Енглеској је забележен снажан земљотрес.
- Краљ Вилијам II дели Нортумбрију на грофовије Нортамберленд, Палатин Дарам, Јоркшир, Вестморланд и Ланкашир.
- Сабор у Мелфију, предвођен папом Урбаном II (његов први папски сабор), издаје декрете против симоније и свештеничког брака.
- Цариградски сабор, одржан у Цариграду, расправља о односима између православног и западног хришћанства.

## Смрти
- Дмитар Звонимир

- Јован II Кијевски